# Вейлс (Нью-Йорк)
Вейлс (англ. Wales) — місто (англ. town) в США, в окрузі Ері штату Нью-Йорк. Населення — 3009 осіб (2020).

## Демографія
Згідно з переписом 2010 року, у місті мешкало 3005 осіб у 1218 домогосподарствах у складі 850 родин. Було 1295 помешкань
Расовий склад населення:
| - 97,3 % — білих - 0,5 % — корінних американців - 0,5 % — чорних або афроамериканців - 0,4 % — азіатів |

До двох чи більше рас належало 1,1 %. Частка іспаномовних становила 1,1 % від усіх жителів.
За віковим діапазоном населення розподілялося таким чином: 21,5 % — особи молодші 18 років, 64,2 % — особи у віці 18—64 років, 14,3 % — особи у віці 65 років та старші. Медіана віку мешканця становила 45,0 року. На 100 осіб жіночої статі у місті припадало 98,0 чоловіків;  на 100 жінок у віці від 18 років та старших — 97,4 чоловіків також старших 18 років.
Середній дохід на одне домашнє господарство  становив 89 604 долари США (медіана — 72 150), а середній дохід на одну сім'ю — 100 576 доларів (медіана — 92 734). Медіана доходів становила 71 625 доларів для чоловіків та 35 972 долари для жінок. За межею бідності перебувало 6,3 % осіб, у тому числі 7,3 % дітей у віці до 18 років та 7,1 % осіб у віці 65 років та старших.
Цивільне працевлаштоване населення становило 1723 особи. Основні галузі зайнятості: освіта, охорона здоров'я та соціальна допомога — 24,2 %, науковці, спеціалісти, менеджери — 12,7 %, роздрібна торгівля — 9,8 %, будівництво — 8,6 %.